# Dasyvalgus piceus
Dasyvalgus piceus är en skalbaggsart som beskrevs av Moser 1904. Dasyvalgus piceus ingår i släktet Dasyvalgus och familjen Cetoniidae. Inga underarter finns listade i Catalogue of Life.